# David Coverdale
David Coverdale (ur. 22 września 1951 w Saltburn-by-the-Sea) – brytyjski wokalista rockowy, członek m.in. Deep Purple i Whitesnake.
Coverdale, do momentu zastąpienia Iana Gillana w Deep Purple w 1973 r., był mało znanym muzykiem. Pracował w sklepie z ubraniami w Redcar, kiedy wysłał swoją taśmę demo do Deep Purple. Dzięki swojemu głębokiemu, bluesowemu głosowi został przyjęty do zespołu i dzielił swe wokalne obowiązki z basistą Glennem Hughesem. Trzy lata później zespół rozpadł się. Wtedy Coverdale przeniósł się do Niemiec i przekazał swoje ścieżki wokalne na projekt z udziałem wielu artystów, zorganizowany przez Eddiego Hardina, a zarejestrowany przez RCA Records jako Wizard’s Convention.
Nie mogąc wystąpić w Anglii z powodu problemów z kontraktem, Coverdale nagrał wokal na swój solowy album, podczas gdy reszta ścieżek została nagrana w Londynie. Muzycy, którzy zagrali na tym albumie, zostali potem członkami oryginalnego składu Whitesnake. W 1982 r. Coverdale’owi zaproponowano dołączenie do Black Sabbath (Dio odszedł wtedy na skutek kłótni z Iommim) razem z perkusistą Cozym Powellem oraz do Bad Company, w którym miałby zastąpić Paula Rodgersa. Coverdale odmówił, a Tony Iommi zwerbował wtedy Iana Gillana, poprzednika Coverdale’a w Deep Purple, natomiast zespół Bad Company zakończył działalność. Powell dołączył do Coverdale’a w 1984 r. i nagrali razem album Slide It In. Mimo sporej popularności, Whitesnake nie cieszył się szacunkiem kolegów z branży. W utworze „Still of the Night” z albumu 1987, zespół tak bardzo zbliżył się do brzmienia Led Zeppelin, że Robert Plant nazwał sarkastycznie Coverdale’a „David Coverversion”.
Seria bluesowych i hardrockowych nagrań zaowocowała sporą popularnością w Wielkiej Brytanii i Europie. W USA sukcesem został dopiero album Whitesnake z 1987 r., który okrył się podwójną platyną. Został on napisany z byłym gitarzystą Thin Lizzy Johnem Sykesem. Coverdale rozwiązał Whitesnake w 1994 r., gdy firma Geffen Records nie przedłużyła z nim kontraktu. W tamtym czasie Coverdale pracował z byłym gitarzystą Led Zeppelin Jimmym Page’em nad projektem Coverdale-Page.
W 2002 r. Coverdale reaktywował Whitesnake, by ruszyć w europejską i amerykańską trasę. Skład prezentował się następująco: Marco Mendoza (gitara basowa), Doug Aldrich (gitara), Reb Beach (gitara), Tommy Aldridge (perkusja) i Timothy Drury (instrumenty klawiszowe).
W 2006 roku piosenkarz został sklasyfikowany na 54. miejscu listy 100 najlepszych wokalistów wszech czasów według Hit Parader. Z kolei w 2009 roku został sklasyfikowany na 33. miejscu listy 50 najlepszych heavymetalowych frontmanów wszech czasów według Roadrunner Records. W 2016 został wprowadzony do Rock and Roll Hall of Fame.

## Dyskografia
Albumy solowe
| White Snake                 | - Data: 9 lutego 1977 - Wydawca: Purple, Attic  | –  | –  | –  | –  |
| Northwinds                  | - Data: 1 marca 1978 - Wydawca: Purple, Polydor | 78 | –  | –  | –  |
| Into the Light              | - Data: 17 października 2000 - Wydawca: EMI     | 75 | 84 | 31 | 45 |
| „–” album nie był notowany. |                                                 |    |    |    |    |

Inne
| Album                                                         | Rok  | Uwagi           |
| ------------------------------------------------------------- | ---- | --------------- |
| Deep Purple – Burn                                            | 1974 | członek zespołu |
| Jon Lord – Windows                                            | 1974 | gościnnie       |
| Deep Purple – Stormbringer                                    | 1974 | członek zespołu |
| Roger Glover – The Butterfly Ball and the Grasshopper’s Feast | 1974 | gościnnie       |
| Deep Purple – Come Taste the Band                             | 1975 | członek zespołu |
| Eddie Hardin – Wizard’s Convention                            | 1976 | gościnnie       |
| Barbi Benton – Ain’t That Just The Way                        | 1978 | gościnnie       |
| Steve Vai – Passion and Warfare                               | 1989 | gościnnie       |
| Bernie Marsden – The Friday Rock Show Sessions                | 1992 | gościnnie       |
| Bernie Marsden – And About Time Too                           | 2000 | gościnnie       |
| Tony Franklin – Wonderland                                    | 2003 | gościnnie       |
| Vandenberg’s MoonKings – Vandenberg’s MoonKings               | 2014 | gościnnie       |
| Bernie Marsden – Shine                                        | 2014 | gościnnie       |
| Phil Collen – The Delta Deep                                  | 2015 | gościnnie       |

## Filmografia
- Heavy Metal: Louder Than Life (2006, film dokumentalny, reżyseria: Dick Carruthers)[19]
- The Ritchie Blackmore Story (2015, film dokumentalny, reżyseria: Alan Ravenscroft)[20]